# Velje
Velje je potok, ki nabira svoje vode v hribovju južno od Litije in je del porečja potoka Reka, ki teče skozi Šmartno pri Litiji in se pri Litiji kot desni pritok izliva v reko Savo. 